# It Must Have Been Love
Az It Must Have Been Love című dal a svéd Roxette duó harmadik No1. kislemeze az Egyesült Államokban. A dal több országban az egyik legkelendőbb kislemez volt, és számos országban volt arany és platina helyezés.
A dalnak négy féle változata jelent meg hivatalosan. Az eredeti dal 1987-ben jelent meg, majd elkészült a Micsoda nő! című film betétdalának változata, a karácsonyi hivatkozásokat elhagyva. A Join' the Joyride turnén 1991-ben a csapat felvett egy változatot Los Angelesben, mely szerepel az 1992-ben megjelent Tourism című albumon, valamint a dal spanyol változatát is elkészítették, mely a Baladas en Español című albumon kapott helyett. Végül egy élő felvétel került fel a Travelling című stúdióalbumra, melyet 2009-ben rögzítettek a Night of the Proms című koncertsorozaton.

## Eredeti kiadás (1987)
A dal először "It Music Have Been Love (Christmas for the Broken Hearted)" címen jelent meg 1987 decemberében. Az EMI arra kérte a duót, hogy készítsen egy karácsonyi dalt, mely Svédországban Top 5 kislemez sláger lett, de nem került nemzetközileg kiadásra. A dal eme verziója nem szerepel egyetlen stúdió albumon sem, csupán a debütáló album Pearls of Passion 1997-ben megjelent újra kiadott változatán szerepel.

## Zenei video
A dalt először 1987-ben egy svéd tv műsorban adta elő a duó, ahogy egy kanapén ültek a színpadon.

## Megjelenések
- 7"  Svédország 1362887[5]

1. "It Must Have Been Love (Christmas for the Broken Hearted)" – 4:48
2. "Turn to Me" – 2:58 (Zene Marie Fredriksson)

## 1990 verzió
A Look Sharp! című album sikerességének köszönhetően a Touchtone Pictures megkereste a zenekart, hogy hozzájárulnak-e dal felhasználásához a Micsoda nő! című vígjátékban, melynek Richard Gere és Julia Roberts a főszereplője. A film 1990 márciusában jelent meg, és több mint 460 millió dollárt hozott a konyhára. A filmzene album szintén sikeres volt, melyet háromszoros platinával jutalmaztak az Egyesült Államokban, melyből 9 millió példányt értékesítettek világszerte.

## Kritikák
Dave Sholin a Gavin Report-tól azt nyilatkozta: "Per és Marie ismét csúcson vannak. Per Gessle továbbra is azt bizonyítja, hogy hihetetlen képességei vannak kivételes pop dalok komponálására, és Marie Fredriksson éneke is megállja a helyét a filmben. A Refinery 29 a dalt "Minden idők legszomorúbb dalának listáján" a 39. helyre helyezte, mondván a dal az érzelmekkel van tele.

## Sikerek
A dal karácsonyi változatából 20 másodpercet eltávolítottak az intro-ból, valamint 24 másodpercet az outro-ból. A dal 1990 nyarán lett nemzetközi sláger, azonban nem ez volt az első kimásolt kislemez a filmzene albumról, azonban ez volt a legsikeresebb, mely hét hétig volt a Billboard Hot 100 listán júniusban. A dalt a RIAA arany helyezéssel díjazta, miután több mint 500.000 példányt értékesítettek a kislemezből. A dal a második legsikeresebb dal volt a Wilson Philips Hold On című dala mögött.
A dal az Egyesült Királyság kislemezlistáján 14 héten keresztül a 3. helyen volt, melyet a BPI ezüst tanúsítvánnyal jutalmazta a 280.000 példányt meghaladó eladások végett. A dalt 1993 szeptemberében újra kiadták az Egyesült Királyságban, és Írországban, hogy összekapcsolják a Micsoda nő! TV premierjével. A dal ekkor a 10. helyezett volt az Ír és az angol kislemezlistán. Ausztráliában a 3. első számú helyezett volt az ottani slágerlistán, ahol két hétig volt helyezett 1990 júliusában. A dal Norvégiában is sláger volt, ahol 12 hétig volt első helyezett. Svájcban a dal három egymást követő hétig volt első helyezett, és további öt hétig 2. helyezett. A dal Kanadában, Lengyelországban, és Spanyolországban volt 1. helyezett. Ausztriában, Belgiumban, Írországban, Japánban, Hollandiában, Új-Zélandon Top 5 sláger volt. Németországban kilenc hónapig volt top 75-ös slágerlistás helyezés.
2005-ben Gessle díjat kapott a BMI-től a dal négymilliárdszori lejátszása után, majd 2014-ben szintén díjat vehetett át az ötmilliárdos lejátszás után.

## Videoklip
A dalhoz tartozó második videót Doug Freel rendezte, melyet egy raktárban forgattak. Ez magában foglalja a Micsoda nő! képkockáit is, ahol Fredriksson énekel, és zongorázik, Gessle pedig gitározik különféle filmkockákon. A videónak van egy alternatív változata is, melyekben nem szerepelnek a filmből részletek, és melyet kizáról a VHS The Videos oldalon lehet látni. Fredrikkson szerint a videó felvétele szürreális élmény volt, mivel minden mozgást lassítva kellett felvenni, és kétszeres sebességgel kellett énekelni.

## Megjelenések
Minden dalt Gessle írt, kivételt képez a  "Cry" melyet Fredriksson és Gessle közösen írtak.
- 7" & MC Single  Ausztrália US2399[16]
- 7" & MC Single  Németország 006-1363807 ·  Egyesült Királyság EM141[17]

1. "It Must Have Been Love" – 4:20
2. "Paint" – 3:29

- MC Single  Amerikai Egyesült Államok 4JM-50283

1. "It Must Have Been Love" – 4:20
2. "Chances" – 4:07

- 12"  Németország 060-1363806 ·  Egyesült Királyság EM141
- CD Single  Japán TODP-2194

1. "It Must Have Been Love" – 4:20
2. "Paint" – 3:29
3. "Cry" (Live from Himmelstalundshallen, Norrköping on 16 December 1988) – 5:42

- CD Single   Egyesült Királyság CDEM141

1. "It Must Have Been Love" – 4:20
2. "Paint" – 3:29
3. "Cry" (Live from Norrköping) – 5:42
4. "Surrender" (Live from Norrköping on 16 December 1988) – 3:07

### Slágerlista
| Slágerlista (1990)                       | Legjobb helyezés |
| ---------------------------------------- | ---------------- |
| Ausztrália (ARIA)                        | 1                |
| Ausztria (Ö3 Austria Top 40)             | 3                |
| Belgium (Ultratop 50 Flanders)           | 3                |
| Kanada Top Singles (RPM)                 | 1                |
| Kanada Adult Contemporary Tracks (RPM)   | 1                |
| Denmark (IFPI)                           | 1                |
| Finland (Suomen virallinen lista)        | 7                |
| Németország (Media Control Charts)       | 4                |
| Írország (IRMA)                          | 5                |
| Italy (Hit Parade Italia)                | 13               |
| Japan International (Oricon)             | 2                |
| Hollandia (Top 40)                       | 3                |
| Hollandia (Single Top 100)               | 2                |
| Új-Zéland (Recorded Music NZ)            | 2                |
| Norvégia (VG-lista)                      | 1                |
| Poland (LP3)                             | 1                |
| Poland (ZPAV)                            | 1                |
| Spain (AFYVE)                            | 1                |
| Sweden (Sverigetopplistan)               | 6                |
| Svájc (Schweizer Hitparade)              | 1                |
| Egyesült Királyság (UK Singles Chart)    | 3                |
| US Billboard Hot 100                     | 1                |
| US Adult Contemporary (Billboard)        | 2                |
| US Radio & Records CHR/Pop Airplay Chart | 1                |
| Zimbabwe (ZIMA)                          | 1                |

| Slágerlista (1993)                    | Legjobb helyezés |
| ------------------------------------- | ---------------- |
| Írország (IRMA)                       | 10               |
| Egyesült Királyság (UK Singles Chart) | 10               |

| Slágerlista (2012)                   | Legjobb helyezés |
| ------------------------------------ | ---------------- |
| Canada Hot Digital Songs (Billboard) | 67               |

| Slágerlista (2013)  | Legjobb helyezés |
| ------------------- | ---------------- |
| Slovenia (SloTop50) | 42               |

| Slágerlista (2016)             | Legjobb helyezés |
| ------------------------------ | ---------------- |
| Franciaország (Single Top 100) | 117              |

| Slágerlista (2019)                           | Legjobb helyezés |
| -------------------------------------------- | ---------------- |
| Australian Digital Tracks (ARIA)             | 18               |
| Skócia (Scottish Singles Top 40)             | 24               |
| Egyesült Királyság (Official Charts Company) | 26               |

| Slágerlista (1990)                      | Helyezések |
| --------------------------------------- | ---------- |
| Australian Singles (ARIA)               | 4          |
| Austrian Singles (Ö3)                   | 10         |
| Belgian Singles (Ultratop Flanders)     | 14         |
| Brazilian Singles (ABPD)                | 12         |
| Canadian Singles (RPM)                  | 11         |
| Canadian Adult Contemporary (RPM)       | 22         |
| Dutch Singles (Top 40)                  | 4          |
| Dutch Singles (Top 100)                 | 17         |
| German Singles (GfK)                    | 15         |
| Italian Singles (FIMI)                  | 48         |
| New Zealand Singles (Recorded Music NZ) | 8          |
| Swiss Singles (Schweizer Hitparade)     | 5          |
| UK Singles (OCC)                        | 14         |
| US Billboard Hot 100                    | 2          |
| US Singles (Cashbox)                    | 6          |

| Slágerlista (1990–1999)       | Helyezések |
| ----------------------------- | ---------- |
| European Singles (Europarade) | 52         |
| German Singles (GfK)          | 119        |

| Slágerlista (1958–2018) | Helyezés |
| ----------------------- | -------- |
| US Billboard Hot 100    | 208      |

### Minősítések
| Ország                           | Minősítés | Eladások |
| -------------------------------- | --------- | -------- |
| Ausztrália ARIA                  | platina   | 70.000   |
| Dánia (IFPI Denmark)             | arany     | 45.000   |
| Ausztria (IFPI Austria)          | arany     | 25.000   |
| Németország (BVMI)               | arany     | 250.000  |
| Egyesült Királyság (BPI)         | ezüst     | 200.000  |
| Amerikai Egyesült Államok (RIAA) | arany     | 500.000  |
| Svédország (GLF)                 | arany     | 25.000   |
| Új-Zéland (RMNZ)                 | arany     | 5.000    |

## No Sé Si Es Amor
A No Sé Si Es Amor című dal a "Spending My Time" című dal 1997-ben megjelent spanyol nyelvű 2. megjelent kislemeze a Baladas en Español című albumról. A dalt Luis Gomes-Escolar spanyol dalszerző fordította angolról spanyol nyelvre, aki később Ricky Martin társszerzője volt a "Livin' La Vida Loca" című dalban.

## Megjelenések
Az eredeti változatot Per Gessle írta. A dalt spanyol nyelvre fordította Luis G. Escolar.
- CD Single  Európai Unió EMI 8652802

1. "No Sé Si Es Amor" ("It Must Have Been Love") – 4:41
2. "Directamente a Ti" ("Run to You") – 3:30

### Slágerlista
| Slágerlista (1997)         | Legjobb helyezés |
| -------------------------- | ---------------- |
| Spain Top 40 Radio (AFYVE) | 6                |